# Coming Forth by Day
Coming Forth by Day — студийный альбом американской джазовой певицы Кассандры Уилсон, вышедший в 2015 году на лейбле Legacy Recordings.

## Описание
| Оценки критиков           | Оценки критиков |
| Источник                  | Оценка          |
| ------------------------- | --------------- |
| AllMusic                  | [ 1 ]           |
| All About Jazz            | [ 2 ]           |
| Elmore Magazine           | 86/100          |
| Exclaim!                  | 8/10            |
| The Guardian              | [ 5 ]           |
| Jazz Forum                | [ 6 ]           |
| Jazzwise                  | [ 7 ]           |
| laut.de                   | [ 8 ]           |
| The Sydney Morning Herald | [ 9 ]           |
| Tom Hull                  | B+              |

Coming Forth by Day является данью уважения и трибьютом легендарной джазовой вокалистке Билли Холидей в честь 100-летия со дня её рождения. Альбом включает в себя 11 кавер-версий известных джазовых стандартов, связанных с Холидей, и одну оригинальную композицию, написанную Кассандрой Уилсон, — «Last Song (For Lester)» — воображаемое послание от Холидей к объекту её музыкальной любви — Лестеру Янгу.
Альбом был записан при финансовой поддержке слушателей, деньги на создание Coming Forth by Day собирались на краудфандинговой платформе PledgeMusic.
Музыкальные рецензенты положительно оценили Coming Forth by Day. Так, джазовый критик Джон Фордхэм из The Guardian сравнил альбом с трибьютом Холидей от Хосе Джеймса, который вместе с хип-джазовым трио «осторожно и уважительно окропил вневременные песни личной магией». У Кассандры Уилсон получился совсем другой взгляд на песни Холидей: «радикальный, масштабный ремейк музыки великой вокалистки с помощью ритм-секции из Bad Seeds Ника Кейва, придавшей репертуару плотную текстуру абстрактного блюз-рока, в то время как роскошная струнная секция окутала баллады». Рецензент из газеты Santa Barbara Independent отметил, что альбом раскрыл ещё одну грань таланта Кассандры Уилсон.

## Список песен
| №                   | Название                         | Автор(ы)                                                                               | Длительность |
| ------------------- | -------------------------------- | -------------------------------------------------------------------------------------- | ------------ |
| 1.                  | «Don’t Explain»                  | Артур Херцог-младший., Билли Холидей                                                   | 4:35         |
| 2.                  | «Billie’s Blues»                 | Билли Холидей                                                                          | 5:08         |
| 3.                  | «Crazy He Calls Me»              | Карл Сигман, Боб Рассел                                                                | 6:19         |
| 4.                  | «You Go to My Head»              | Хейвен Гиллеспи, Джон Фредерик Кутс                                                    | 4:10         |
| 5.                  | «All of Me»                      | Джеральд Маркс, Сеймур Саймонс                                                         | 4:07         |
| 6.                  | «The Way You Look Tonight»       | Дороти Филдс, Джером Керн                                                              | 3:51         |
| 7.                  | «Good Morning Heartache»         | Дэн Фишер, Эрвин Дрейк, Айрин Хиггинботем                                              | 4:57         |
| 8.                  | «What a Little Moonlight Can Do» | Гарри М. Вудс                                                                          | 4:10         |
| 9.                  | «These Foolish Things»           | Эрик Машвиц, Джек Стрейчи                                                              | 4:14         |
| 10.                 | «Strange Fruit»                  | Льюис Аллан                                                                            | 4:55         |
| 11.                 | «I’ll Be Seeing You»             | Ирвинг Кахал, Сэмми Фэйн                                                               | 6:10         |
| 12.                 | «Last Song (For Lester)»         | Кассандра Уилсон, Джон Кауэрд, Кевин Брейт, Мартин Кейси, Робби Маршалл, Томас Уайдлер | 5:51         |
| Общая длительность: | Общая длительность:              | Общая длительность:                                                                    | 58:12        |

## Участники записи
- Кассандра Уилсон — вокал, гитара
- Кевин Брейт[англ.] — акустическая и электрическая гитара, банджо, лупы
- Джон Каухерд[англ.] — фортепиано, орган
- Мартин П. Кейси[англ.] — бас
- Томас Уайдлер[англ.] — барабаны, перкуссия
- Робби Маршалл — деревянные духовые, мелодика
- Минг Воз — гитарная струна, лупы (1, 10, 12)
- Ти Боун Бернетт — баритон-гитара (2, 4, 7)
- Ник Циннер — дополнительная гитара и лупы (4, 8-10, 12)
- Эрик Горфейн — скрипка с эхом (3, 5, 8, 10, 11), струнные аранжировки (3, 5, 8, 10)
- The Section Quartet (Эрик Горфейн, Дафна Чен, Лорен Чипман, Ричард Додд) — струнный квартет (3, 5, 8, 10)
- Ван Дайк Паркс — струнные аранжировки (4, 6)
- Оркестр Ван Дайк Паркса (4, 6)

## Чарты
| Чарт(2015)                      | Высшая позиция |
| ------------------------------- | -------------- |
| Бельгия/Фландрия (Ultratop)     | 7              |
| Бельгия/Валлония (Ultratop)     | 3              |
| Франция (SNEP)                  | 91             |
| Германия (Offizielle Top 100)   | 56             |
| Нидерланды (Album Top 100)      | 94             |
| Испания (PROMUSICAE)            | 97             |
| Швейцария (Schweizer Hitparade) | 96             |
| США (Billboard Top Jazz Albums) | 1              |